# Municipio de Elkhorn (condado de Dodge)
El municipio de Elkhorn (en inglés: Elkhorn Township) es un municipio ubicado en el condado de Dodge en el estado estadounidense de Nebraska. En el año 2010 tenía una población de 377 habitantes y una densidad poblacional de 4,56 personas por km².

## Geografía
El municipio de Elkhorn se encuentra ubicado en las coordenadas 41°25′55″N 96°24′2″O / 41.43194, -96.40056. Según la Oficina del Censo de los Estados Unidos, el municipio tiene una superficie total de 82.7 km², de la cual 81,31 km² corresponden a tierra firme y (1,68 %) 1,39 km² es agua.

## Demografía
Según el censo de 2010, había 377 personas residiendo en el municipio de Elkhorn. La densidad de población era de 4,56 hab./km². De los 377 habitantes, el municipio de Elkhorn estaba compuesto por el 98,94 % blancos, el 0,27 % eran de otras razas y el 0,8 % eran de una mezcla de razas. Del total de la población el 2,92 % eran hispanos o latinos de cualquier raza.